# Нафтогазове машинобудування
Нафтогазове машинобудування — галузь машинобудування, що виробляє технологічне обладнання, а також спеціальні комплектні технологічні лінії і установки для хімічної, нафтохімічної, нафтової і газової промисловості.

## Напрями нафтогазового машинобудування
Розподіл нафтогазового машинобудування на галузі досить умовно. Але можна виділити наступні напрямки:
- Виробництво важкої техніки, обладнання для буріння свердловин і запчастин до них;
- Випуск обладнання для проведення геологічних і геофізичних робіт;
- Виробництво обладнання для ремонту свердловин;
- виготовлення техніки та обладнання для транспортування сировини;
- Створення верстатів для переробки сировини.

## Продукція та вироби нафтогазового машинобудівного комплексу
Заводи випускають широкий асортимент замків та комплектуючих для бурильних труб, гідроциліндрів, газових балонів, різноманітні типи печей прямого нагріву, підігрівачів нафти з проміжним теплоносієм. Також підприємства виробляють факельні установки, вузли обліку нафти , реактори, коксові камери, відцентрові нафтові насоси, кульові крани різних модифікацій, глибинні штангові насоси, штанголовкі і труболовки, насосні установки, призначені для гідророзриву пластів, плунжерні і насосні установки, а також різні бурові насосні установки, кислотовози, запірну арматуру, обладнання для капітального ремонту свердловин, запчастини та багато іншого.